# قیفک صیقلی
قیفک صیقلی (نام علمی: Conus rutilus) نام یک گونه از سرده قیفک‌ها است.